# Cheshmeh Sangīn (ort i Kurdistan)
Cheshmeh Sangīn (persiska: چشمه سنگين) är en ort i Iran.   Den ligger i provinsen Kurdistan, i den nordvästra delen av landet, 300 km väster om huvudstaden Teheran. Cheshmeh Sangīn ligger 1 670 meter över havet och antalet invånare är 125.
Terrängen runt Cheshmeh Sangīn är platt åt nordost, men åt sydväst är den kuperad. Runt Cheshmeh Sangīn är det ganska glesbefolkat, med 23 invånare per kvadratkilometer. Närmaste större samhälle är Ālphūt, 13,4 km norr om Cheshmeh Sangīn. Trakten runt Cheshmeh Sangīn består i huvudsak av gräsmarker.